# Музей мистецтв Кіровоградської обласної ради
Комунальний заклад «Музей мистецтв Кіровоградської обласної ради»(до 2020 року — Кіровоградський обласний художній музей) — обласний художній музей, розташований у місті Кропивницькому.

## Загальні дані
Музей розташований в історичній будівлі (колишній Пасаж) у само́му середмісті Кропивницького за адресою:
вул. Велика Перспективна, буд. 60, м. Кропивницький—25006 (Україна).
Будинок, у якому міститься музей (від 1991 року) був побудований на рубежі XIX—XX століть на замовлення купця І. Шполянського і являє один з яскравих прикладів початкового періоду стилю модерн. Його інтер'єр має високу художню цінність.
Директор музейного закладу — Ткаченко Тетяна Олександрівна.

## Історія
Історія створення художнього музею в місті (тодішньому Єлисаветграді) розпочалася наприкінці XIX століття, коли 1870 року представники передової місцевої інтелігенції вперше поставили питання про створення такого закладу.
Однак лише в 1921 році було створено картинну галерею, яка в 1924 році ввійшла до складу природничо-історичного музею.
У 1926 році зібрання галереї налічувало 150 експонатів, з них — 26 оригінали, зібрані ще до Жовтневого заколоту (1917) і/або пожертвувані любителями мистецтва.
Колекцію художньої галереї міста було повністю розграбовано під час німецько-фашистської окупації (1941—44).
Повторне відкриття картинної галереї, вже в Кіровограді, відбулося 1965 року, щоправда на той час вона була відділом обласного краєзнавчого музею. Картинна галерея тоді розмістилась у приміщенні Спасо-Преображенської церкви, що був закритий в рамках радянської антирелігійної кампанії.
1991 року церкву було повернуто вірникам, а для картинної галереї міська влада виділила приміщення яскравої міської пам'ятки архітектури.
За розпорядженням представника Президента України від 4 січня 1993 року на базі картинної галереї було утворено Кіровоградський обласний художній музей.
По тривалій перерві, викликаній проведенням ремонтно-реставраційних робіт будівлі закладу, у травні 2001 року музей було відкрито.
Згідно з поданими документами до оргкомітету Проекту Матра/Музеї України Кіровоградський обласний художній музей було відібрано в числі 25 музеїв України для участі в роботі українсько-нідерландського проекту, що діяв протягом 2006—08 років.
За результатами Першого Всеукраїнського музейного фестивалю «Музей третього тисячоліття», який відбувся в 2005 році на базі Дніпропетровського історичного музею ім. Д. І. Яворницького Кіровоградський обласний художній музей був нагороджений дипломом лауреата фестивалю та дипломом переможця конкурсу музейних комп'ютерних та мультимедійних програм у номінації «музейний сайт».
У 2007 році на базі Кіровоградського обласного художнього музею створено Кіровоградську організацію Всеукраїнського комітету Міжнародної ради музеїв (ІСОМ). У цьому ж році заклад був одним із 3 претендентів від Кіровоградщини у Всеукраїнський культурно-просвітницькій Акції «Сім чудес України».
Починаючи від 2003 року робота колективу Кіровоградського обласного художнього музею була спрямована на відкриття відділу музею — картинної галереї Петра Оссовського «Світ і Вітчизна». У березні 2007 року було здійснено перевезення колекції картин художника-земляка з Росії, де він проживав, до України, і 18 травня 2007 року відбулося відкриття цього відділу музею.

## Фонди і діяльність
Фонди Кіровоградського обласного художнього музею здебільшого укомплектовані за рахунок експонатів, одержаних із Державного Ермітажу (Санкт-Петербург), Державної Третьяковської галереї, Київської національної картинної галереї та Державного музею українського мистецтва, Дирекції художніх виставок України, а також робіт, що були передані пізніше відомими художниками-уродженцями міста і області.
Зібрання музею на сьогодні перевищує 9 тисяч предметів основного фонду.
Музей має 5 виставкових зал, серед яких стаціонарними є:
- «Сакральне мистецтво» — рідкісне зібрання ікон;
- «Західноєвропейське та російське мистецтво XVIII — початку XX століть» — тут є також твори художників, що проживали в України. Серед картин розділу, зокрема «Шторм» К. Костанді, «Захід сонця» О. Саврасова, етюд «Оголений натурник» М. Реріха[3];
- «Художники-земляки» — у залі представлені роботи художників, які народилися на Єлисаветградщині й на чию творчість наклали відбиток роздуми та спомини про свою «малу Батьківщину». Експозиція розповідає про процес розвитку образотворчого мистецтва у регіоні, тих людей, що стояли біля витоків цього процесу та про сучасних художників, які гідно продовжили справу своїх попередників — О. Осмьоркіна, П. Кодьєва, Ф. Козачінського, А. Нюренберга, П. Покаржевського, О. Фойницького, Б. Вінтенка, Ю. Луцкевича, М. Надєждіна, В. Федорова[4].

На правах відділу музею діє картинна галерея Петра Оссовського «Світ і Вітчизна», де представлено 53 полотна художника-земляка Петра Павловича Оссовського, що є результатом багаторічної праці митця і були передані ним для музею спеціально. Зокрема, в експозиції представлені серії робіт «Чехія та Словаччина», «Болгарія», «Польща», «Сказання про Байкал», «Слов'янські портрети», «Мати і Батько», «Куба», «Мексика».
Музей активно співпрацює з Національним науково-дослідним реставраційним центром України.
Протягом 1998—2014 років співробітниками закладу здійснено науково-дослідні та реставраційні роботи понад 140 унікальних музейних експонатів. Серед них — твір олійного живопису «Сосновий ліс» авторів І. Шишкіна, А. Шильдера, Ю. Клевера, твір олійного живопису під назвою «Святогорський монастир» О. Осмьоркіна, картина «Юродивий» П. Свєдомського, врятовані унікальні ікони та інші твори образотворчого та декоративно-ужиткового мистецтва.

## Галерея картин

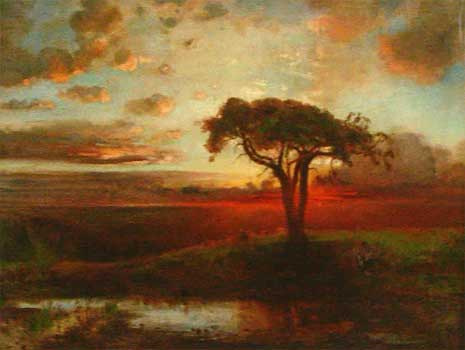
Картина Олексія Саврасова «Захід сонця»
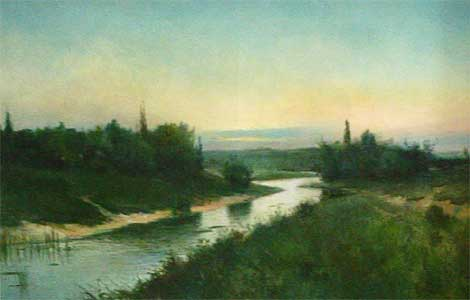
Пейзаж М. Денісова
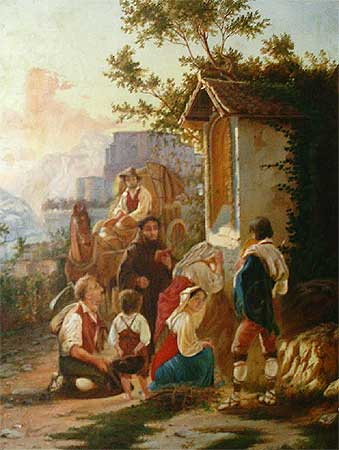
Картина Ф. Броннікова «Біля каплиці», І-а пол. XIX ст.
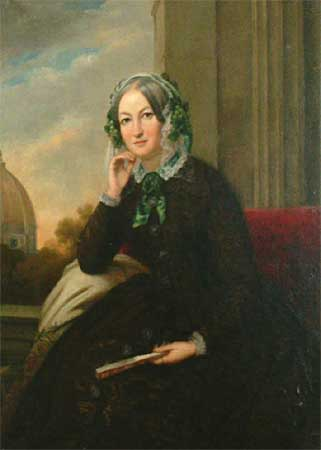
Портрет невідомої Ю. Кітца (1858)

## Виставкові зали

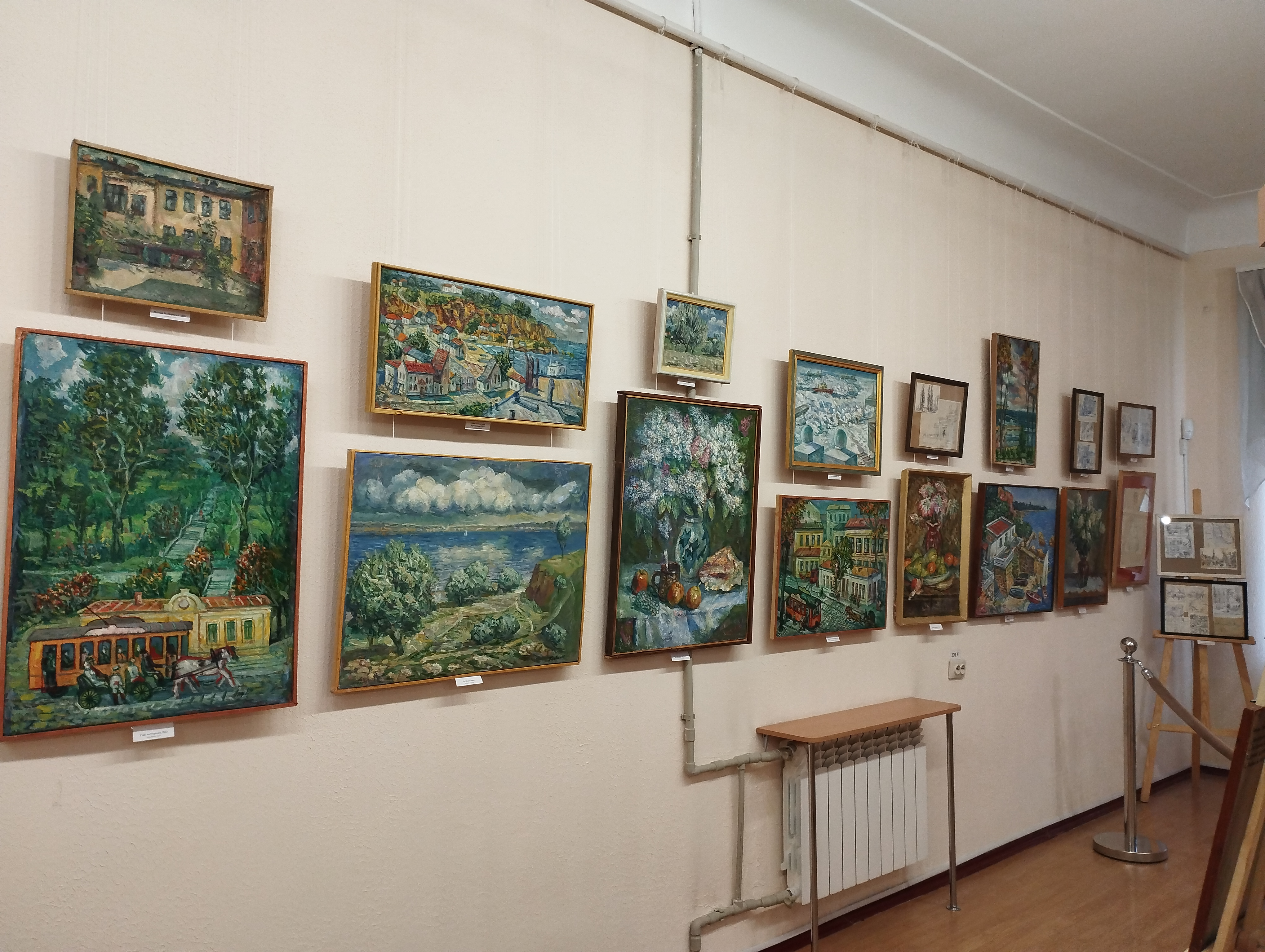
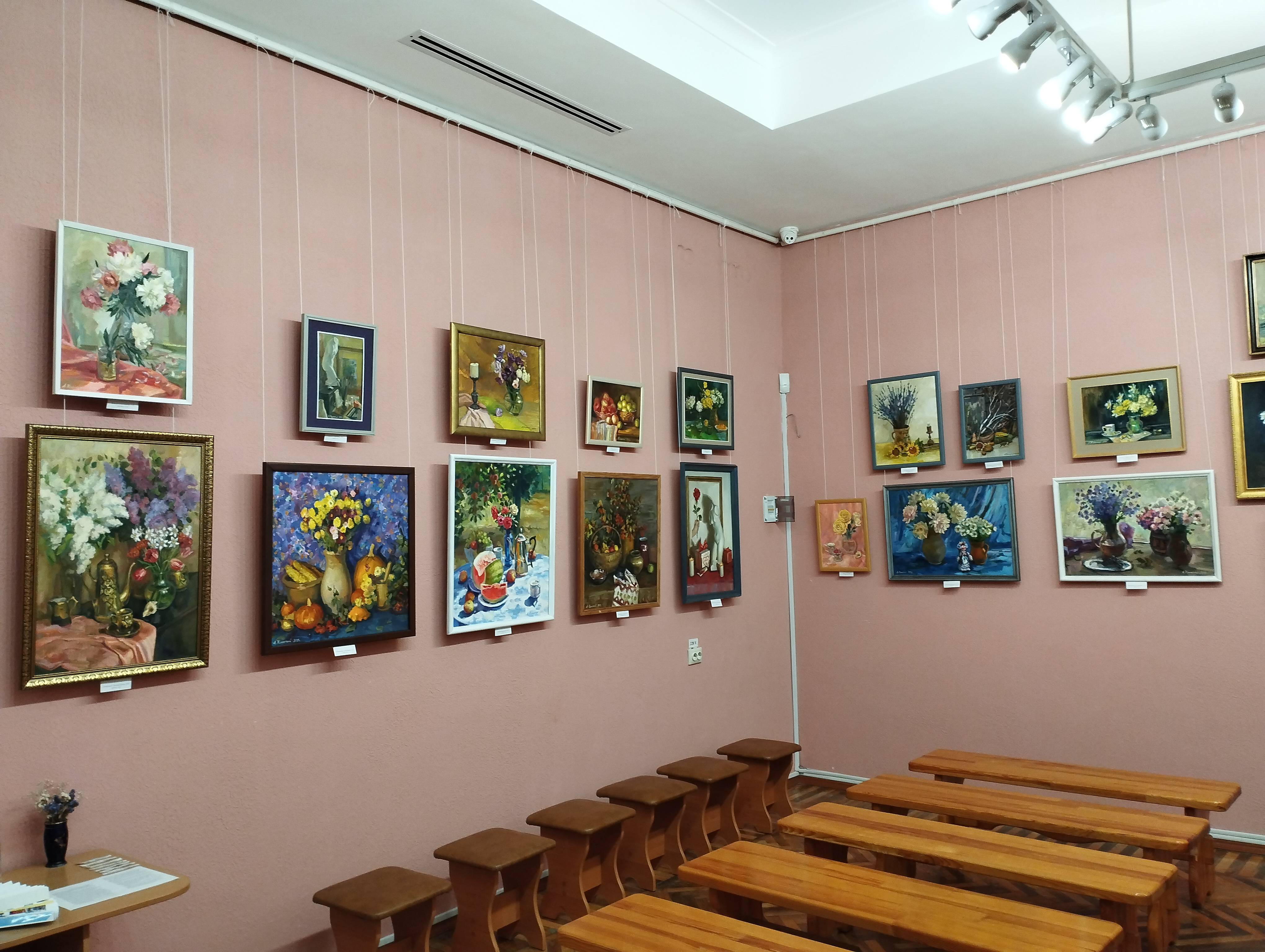
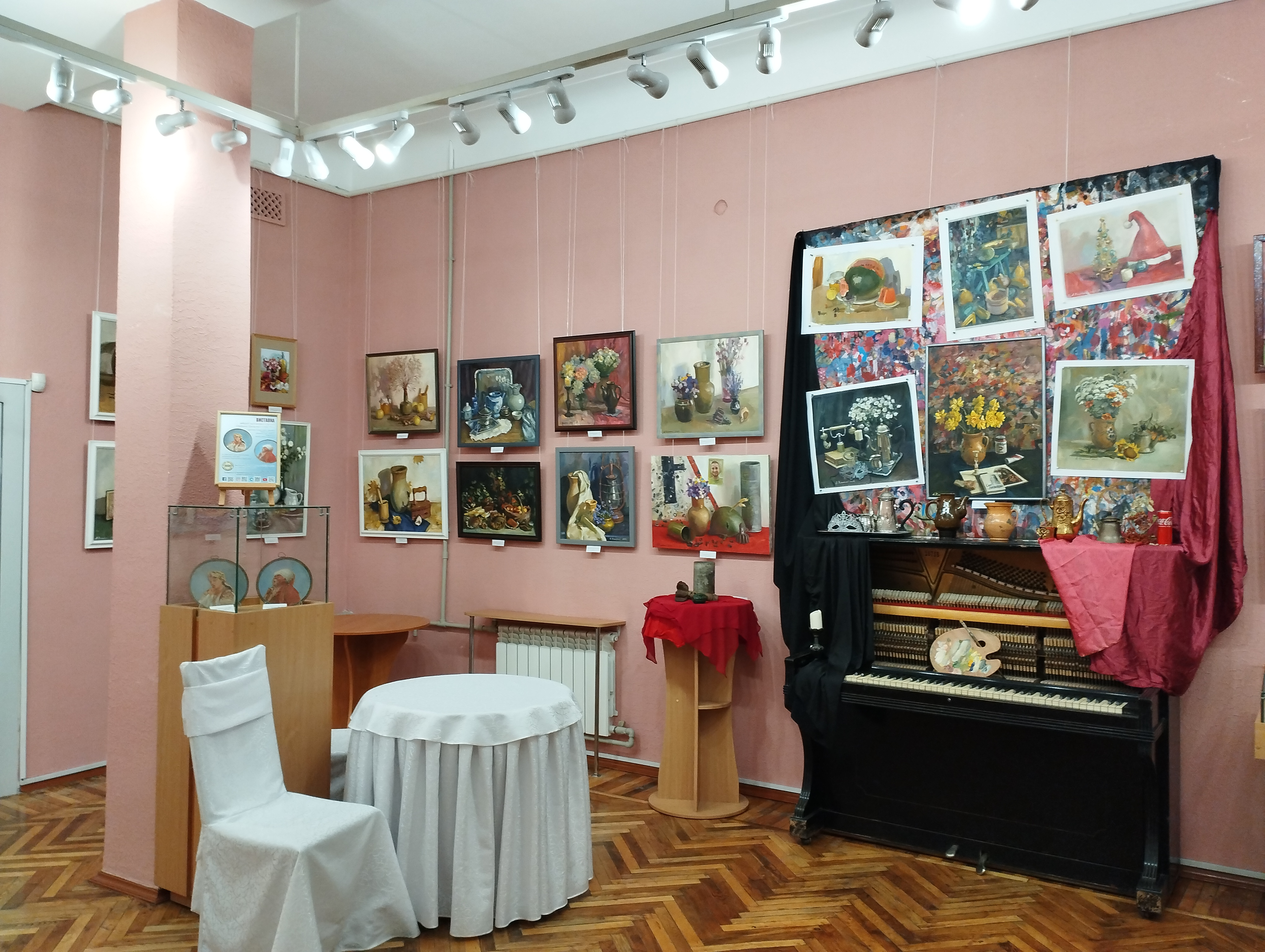
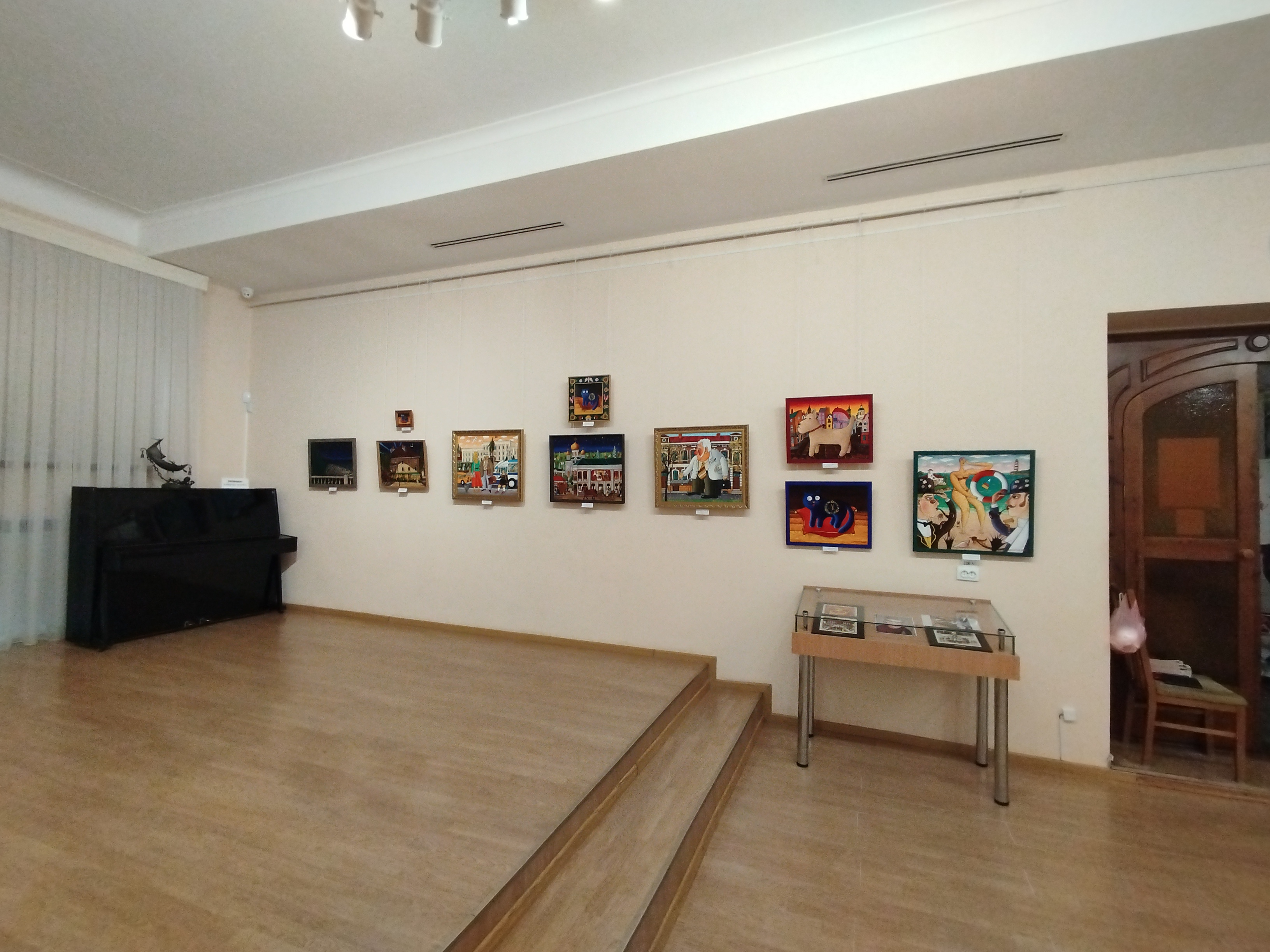
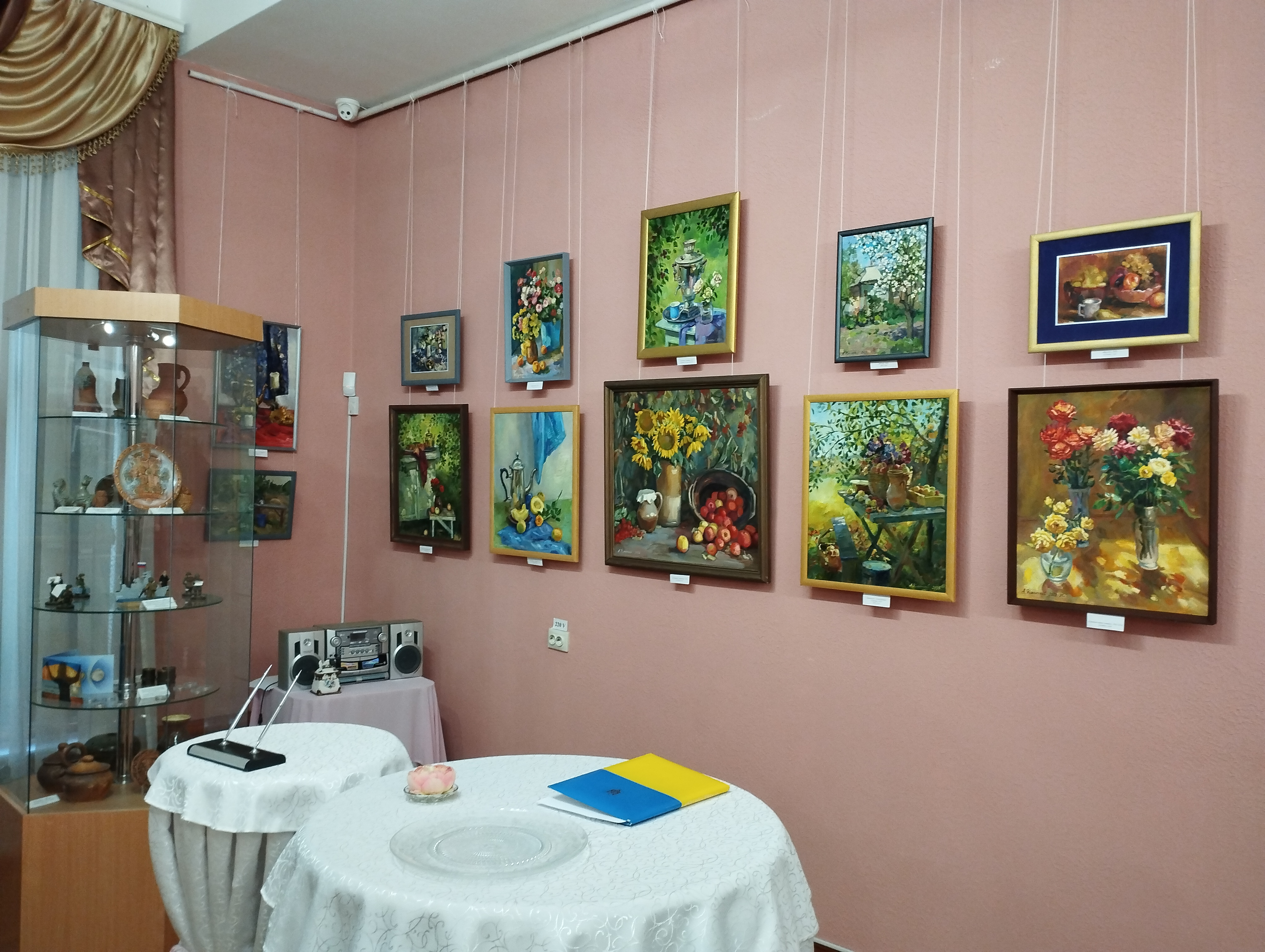
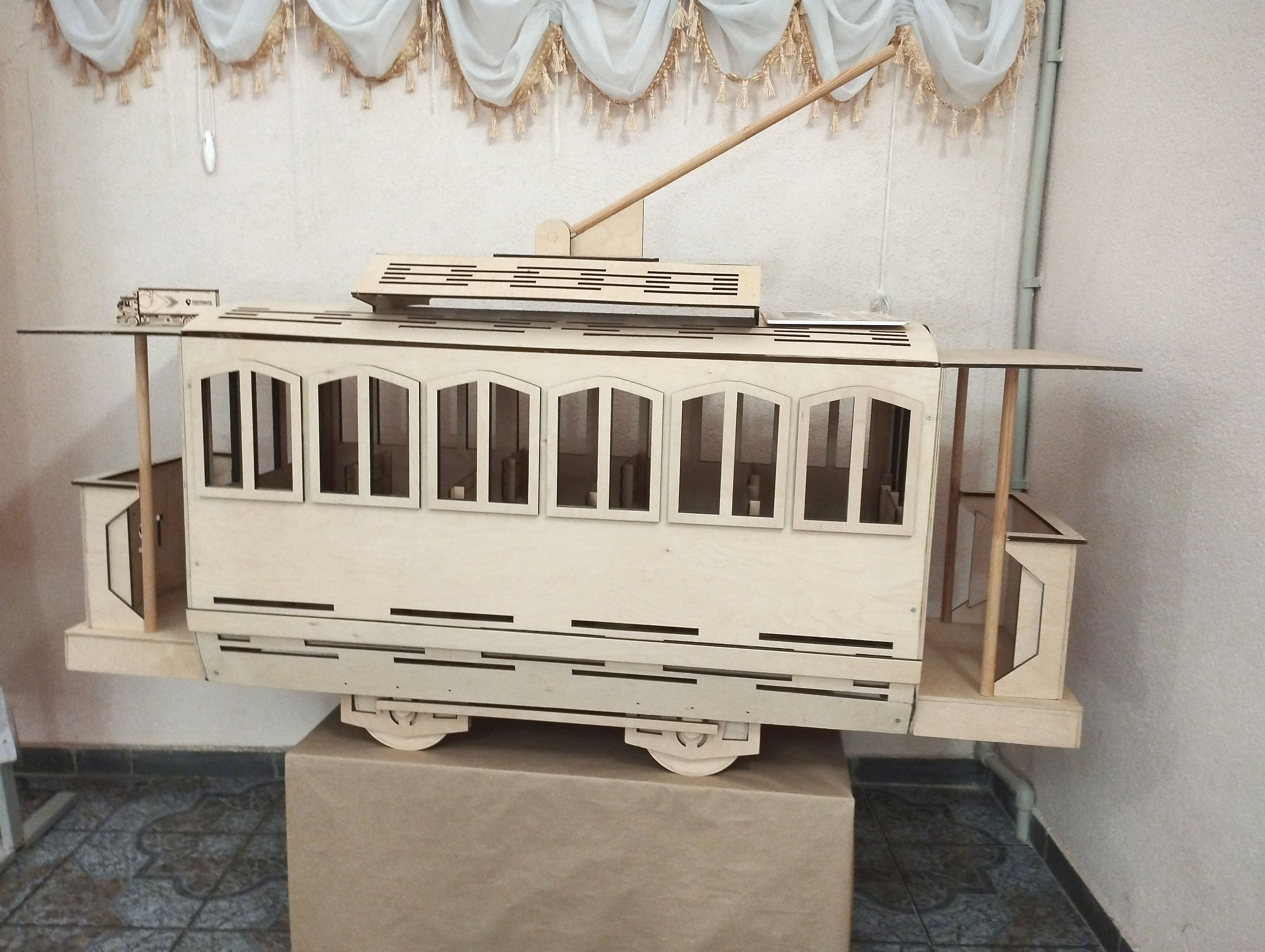

## Виноски
1. ↑  Пост директорки музею Тетяни Ткаченко-Суханової у групі Музей мистецтв у Facebook
2. ↑  Кіровоградський обласний художній музей перейменували
3. ↑  Зал західноєвропейського та російського мистецтва[недоступне посилання з липня 2019] на Офіційна вебсторінка музею [Архівовано 29 жовтня 2010 у Wayback Machine.]
4. ↑  Зал Зал художників-земляків[недоступне посилання з липня 2019] на Офіційна вебсторінка музею [Архівовано 29 жовтня 2010 у Wayback Machine.]
5. ↑  Картинна галерея Петра Оссовського «Світ і Вітчизна»[недоступне посилання з липня 2019] на Офіційна вебсторінка музею [Архівовано 29 жовтня 2010 у Wayback Machine.]